# Rockdrigo
Rodrigo Eduardo González Guzmán (Tampico, Tamaulipas, 25 de diciembre de 1950-Ciudad de México, 19 de septiembre de 1985), conocido como Rockdrigo, fue un cantante y músico mexicano. Es considerado como el principal promotor del movimiento Rupestre.
De su autoría, destacan algunas de sus canciones como; «No tengo tiempo de cambiar mi vida», «Estación del Metro Balderas», «Tiempos híbridos (Rancho electrónico)», «Vieja ciudad de hierro», y «Aventuras en el Distrito Federal».
Originario de Tampico, migró a la Ciudad de México en donde inició su actividad artística en 1976. A principios de los años 80, inició presentaciones cantando composiciones propias en las que usaba sólo voz y guitarra acústica en estilo folk. Junto a músicos como Rafael Catana, fue el principal promotor del Colectivo Rupestre, un colectivo de artistas que destacaron en el panorama contracultural de dicha época y que serían influencia para el rock mexicano posterior.

## Biografía y carrera

### 1950-1975: primeros años e inicios artísticos
Rodrigo Eduardo González Guzmán nació el 25 de diciembre de 1950 en Tampico, Tamaulipas, siendo hijo de Manuel González Sámano, un ingeniero naval, y de Angelina Guzmán. Estudió en los colegios Federico Froebel y Félix de Jesús Rougier. Durante su infancia y adolescencia, Rockdrigo se nutrió de la tradición musical de la huasteca tamaulipeca y del rock y el blues en lengua inglesa, y conoció la obra del cantautor Chava Flores. Tras concluir su educación media superior, formó parte de varios grupos de rock en su natal Tampico, y también incursionó en el teatro y la literatura.
Abandonó la carrera de psicología en la Universidad Veracruzana y hacia 1975 se fue a vivir a la Ciudad de México. Durante sus primeros años en la ciudad, formó un dueto de canto nuevo con su amigo Gonzalo Rodríguez.

### 1976-1984: avance musical
En 1976, Rodrigo González, Gonzalo Rodríguez y otros amigos músicos interpretaron algunas piezas originales en la Sala Manuel M. Ponce del Palacio de Bellas Artes. En 1979, nació su hija Amanda Lalena Escalante Pimentel. 
Rockdrigo trabajó al lado de Javier Bátiz en un bar de la glorieta de Insurgentes llamado Wendy's Pub, alternando con muchos grupos, entre ellos el Grupo Dama. Fue ahí donde lo conoció José Agustín, quien le escribió una reseña en el diario Unomásuno, en la cual declaraba: «si ya hay en el rock de México quien domine a la perfección la técnica, la cadencia y el ritmo junto con un talento para componer canciones que retraten nuestra realidad a la altura de nuestros grandes compositores como José Alfredo Jiménez o Chava Flores, no puedo más que decir que, de entrada, con Rodrigo González tenemos un rock más complejo, crítico e inteligente...».
Ya entrada la década de los ochenta, Rockdrigo, junto a artistas como Nina Galindo, Rafael Catana, Eblen Macari Graniel, y Roberto González. promovió el Colectivo Rupestre, un núcleo de artistas de importancia para el desarrollo del rock mexicano. Hacia 1984 se presentó en diversos foros patrocinado por el CREA y editó un casete de manera independiente, Hurbanistorias, que a la postre sería el único material que él supervisó.

### 1984-1985:Rock rupestre
En noviembre de 1984 se realizó el Segundo Festival de la Canción Rupestre del Museo Universitario del Chopo de la UNAM, una serie de presentaciones de músicos pertenecientes al movimiento de rock en español en la Ciudad de México, cantautores como Jaime López, Guillermo Briseño, Roberto González, Eblen Macari, Nina Galindo, Rafael Catana, Roberto Ponce, Álex Lora (por entonces recién separado de Three souls in my mind) y el propio Rockdrigo. Entre 1984 y 1985, su carrera musical tuvo un despegue. Apareció en periódicos y revistas, en la televisión (programas Música urbana y Flores de asfalto de Imevisión y en películas (Un toke de roc de Sergio García Michel y ¿Cómo ves? de Paul Leduc) y se presentaba en conciertos ya fuera en solitario o acompañado de su banda Quál, con los músicos Fausto Arrellín, Adrián Gasca y Francisco Acevedo.
En 1985, El Tri hizo una versión de su canción Metro Balderas, en la que, según Rockdrigo, Álex Lora quitó la referencia a Sigmund Freud y le cambió el sentido (en la original un joven pierde a su novia entre las multitudes del metro, mientras que en la versión de Lora la novia se vuelve prostituta) para hacerla más comercial, algo con lo que Rockdrigo no estuvo conforme.
En septiembre del mismo año, Rockdrigo entabló una negociación con el productor José Xavier "Pepe" Návar, de la compañía discográfica WEA, con la finalidad de realizar un disco profesional, proyecto que nunca se llevó a cabo debido primero a la muerte de Rockdrigo y después debido a que Pepe Návar no se puso de acuerdo con el papá de Rockdrigo ni en términos de desarrollo del concepto ni en términos del porcentaje de regalías.

## Muerte

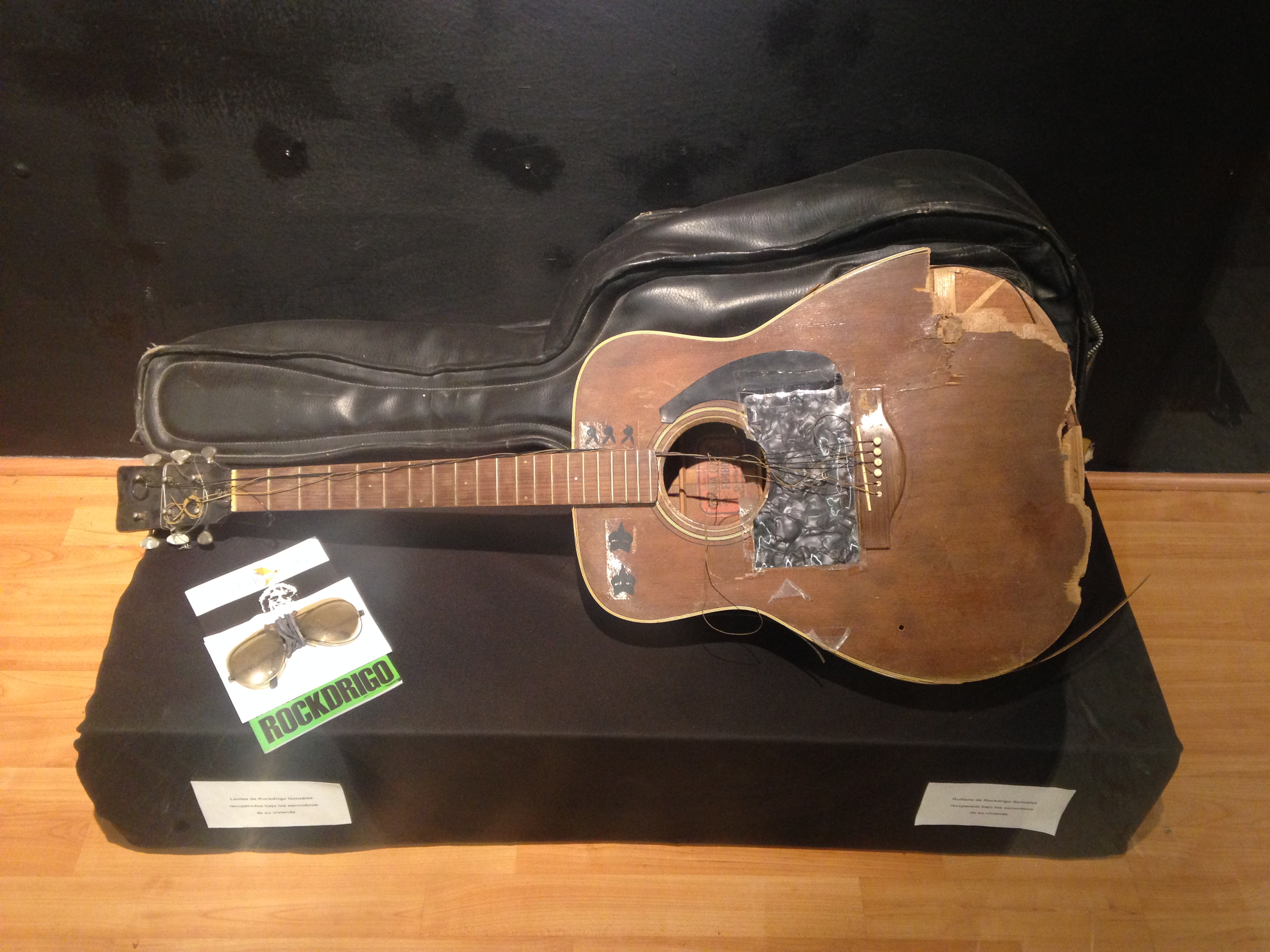
Lentes y guitarra de Rockdrigo, rescatados por Gonzalo Rodríguez de entre los escombros del edificio que habitaba en Ciudad de México, 2015.

El 19 de septiembre de 1985, Rockdrigo falleció en Ciudad de México a los 34 años de edad, a causa de un traumatismo craneoencefálico y un politraumatismo, provocados por los derrumbes del terremoto de México de 1985. Su novia, la profesora francesa Françoise Bardinet, murió con él en el mismo siniestro. Ambos perecieron cuando los movimientos telúricos derribaron el departamento que compartían y en el que se encontraban dentro, este se hallaba ubicado en calle Bruselas número 8, en la colonia Juárez.

## Legado
A la muerte de Rockdrigo, con la anuencia de su padre, don Manuel González Sámano, sus amigos constituyeron la Asociación Civil Rancho Electrónico, con el objetivo de recopilar su obra y destinar a un fideicomiso las regalías que generara la venta de sus discos. 
Este fideicomiso tuvo como fin contribuir a la educación y manutención de la hija que tuvo con Mireya Escalante: Amanda Lalena González Escalante (hoy la cantante Amandititita), nacida en 1979. El manejo del fideicomiso ha sido cuestionado. Amanda inició carrera musical por separado, manteniéndose discreta sobre la herencia paterna.

### Homenajes y reconocimientos
Estatua en Metro Balderas

Estatua en Metro Balderas, 2011

El 19 de septiembre de 2011 se develó una escultura de bronce dentro de la estación Metro Balderas, fundida con llaves donadas por seguidores («Una llave para Rockdrigo»).
Conciertos conmemorativos
Cada 19 de septiembre se realizan recitales; en 2019 participaron Heavy Nopal y otros en el Centro Cultural José Martí.

### Influencia posterior
El impacto lírico de González ha sido descrito como «la vara con la que se miden las letras del rock mexicano», a la altura de autores populares como José Alfredo Jiménez y Chava Flores.  La crítica especializada lo considera el “trovador de la ciudad monstruo”, cronista irreverente cuya mirada urbana influyó tanto en el rock urbano como en la generación alternativa de los años 90.

### Rock urbano y rupestre
Su narrativa cotidiana y crítica social allanó el camino al llamado *rock urbano*. Bandas que adoptaron su temática de «calles, obreros y periferias» como Heavy Nopal, Tex Tex, El Haragán y Compañía y Real de Catorce han grabado versiones completas de su repertorio; Heavy Nopal le dedicó los discos Lo Más Prendido de Rockdrigo González (2002) y Vol. 2 (2022, reedición remasterizada).

### Rock alternativo y Avanzada Regia
En 2003 La Jornada anunció un tributo colectivo con Café Tacvba, Santa Sabina, La Barranca, Resorte, Los Estrambóticos y otros, donde el productor Poncho Figueroa lo calificó como “Chava Flores de la generación ochentera”. Café Tacvba adoptó «Metro Balderas» en sus directos (2005 – presente).
El grupo regiomontano El Gran Silencio tomó su nombre de la canción «Gran silencio» de González tras descubrir que su nombre original ya estaba registrado.
Paralelamente, colectivos de hip-hop y punk citan su irreverencia; la banda independiente De Nalgas lo menciona como referente de la “heterodoxia rocanrolera” heredada de Molotov y Café Tacvba.

### Versiones, tributos y menciones notables
- «Metro Balderas» – El Tri (1985) • Café Tacvba (2005, en vivo).
- *Los rupestres a Rockdrigo* (1996) – álbum homenaje con Arturo Meza, Fausto Arrellín y Roberto Ponce, etc.
- *Lo Más Prendido de Rockdrigo González* – Heavy Nopal (2002, 2022).
- «El hombre de plata» – musicalización de Arturo Meza.
- Documental *No tuvo tiempo* citado como inspiración por agrupaciones de hip-hop punk como De Nalgas.[35]
- *Ofrenda a Rockdrigo* (compilación digital, Maldita Vecindad y otros, 2006)
- Proyecto de tributo colectivo anunciado por Santa Sabina y Fonarte Latino (en producción desde 2003).[31]

## Discografía
Gran parte de su obra ha sido editada en cuatro discos por Ediciones Pentagrama: Hurbanistorias, El profeta del nopal, Aventuras en el Defe y No estoy loco.
Fausto Arrellín (con el grupo Quál) y Roberto Ponce también han grabado canciones que no aparecen en los discos de Ediciones Pentagrama, como A ver cuándo vas (del álbum Los rupestres a Rockdrigo) y El tren de los locos (del álbum In a revisionist mood de La Escalera de Jacob).
En el disco de Los rupestres a Rockdrigo, Arturo Meza musicalizó el poema de Rockdrigo El hombre de plata.
También existen algunas grabaciones no oficiales distribuidas a través de internet: Rockdrigo en vivo en el café de los artesanos y Rockdrigo en Radio Mexiquense.

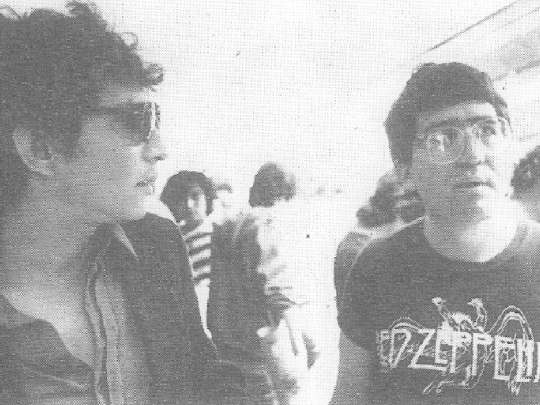
Rockdrigo y Pepe Návar en el viejo Tianguis del Chopo en Oyamel. Foto del libro Guaraches de ante azul de Federico Arana, c. 1984.

José Xavier Návar … resguarda las últimas de sus grabaciones.
Hay canciones perdidas como «El guapo», «El mercenario», «Escuela de desempleados» y «El compadre que se va al espacio».
| Año  | Título                    | Formato | Sello / productor    | Notas                                  |
| ---- | ------------------------- | ------- | -------------------- | -------------------------------------- |
| 1984 | Hurbanistorias            | Casete  | Independiente        | Único casete supervisado por Rockdrigo |
| 1986 | Hurbanistorias (reed.)    | LP/CD   | Pentagrama           | Remezclado póstumo                     |
| 1986 | El profeta del nopal      | LP/CD   | Pentagrama           | Cintas caseras restauradas             |
| 1989 | Aventuras en el Defe      | LP/CD   | Pentagrama           | Grabaciones inéditas y vivo            |
| 1992 | No estoy loco             | CD      | Pentagrama           | Compilación radiofónica                |
| 1996 | Los rupestres a Rockdrigo | CD      | Varios artistas      | Álbum tributo                          |
| 2002 | In a Revisionist Mood     | CD      | La Escalera de Jacob | Álbum tributo                          |

## Filmografía

### Cine
| Año  | Título         | Papel     | Notas               |
| ---- | -------------- | --------- | ------------------- |
| 1986 | ¿Cómo ves?     | Él mismo  | Lanzamiento póstumo |
| 1988 | Un toke de roc | Rockdrigo | Cameo póstumo       |

### Documentales y TV
| Año  | Título                                        | Formato     | Director / cadena |
| ---- | --------------------------------------------- | ----------- | ----------------- |
| 2000 | Rockdrigo, la ciudad del recuerdo             | Documental  | Alejandro Ramírez |
| 2004 | No tuvo tiempo. La hurbanistoria de Rockdrigo | Documental  | Rafael Montero    |
| 1985 | Música urbana (Imevisión)                     | Especial TV | —                 |
| 1985 | Flores de asfalto (Imevisión)                 | Especial TV | —                 |